# 片山文男
片山 文男（かたやま ふみお、1984年8月6日 - ）は、ブラジル出身の元プロ野球選手（投手）。
当初はブラジル国籍で、後に日本国籍を取得した。

## 経歴
ブラジルのヤクルト野球アカデミーの卒業生。日本入りし、日章学園に入学。2002年に第84回全国選手権大会に日章学園の中心メンバーとして瀬間仲ノルベルト（元中日）らと共に出場。この大会での活躍により、秋のドラフトにてヤクルトスワローズから6巡目指名を受け入団。高校時代、既に150km/hを記録した事があり、右の本格派として期待された。しかし柔軟性を欠いており、プロ入り後は怪我もあって伸び悩んだ。結局3年目の2005年秋に、二軍の登板数もほとんどないまま戦力外通告を受けた。
その後、谷沢健一率いる社会人野球クラブチームの西多摩倶楽部に入部、その後谷沢がYBCフェニーズを立ち上げたのにともなって転籍。2007年11月7日の12球団合同トライアウトを受験して、最速146km/hの力投を見せているが、3四球もあって国内球界からの声は掛からなかった（翌2008年も12球団合同トライアウトを受験したが、プロ球界からのオファーはなかった）。
2008年は中華職業棒球大聯盟（CPBL）の興農ブルズに所属していたが、不振でシーズン序盤で解雇となり、再び社会人野球クラブチームのABC東京野球クラブでプレー。2009年限りで同チームが廃部となると、翌2010年には同チームの主力選手と共に所沢グリーンベースボールクラブへ移籍。主戦投手としてチームを引っ張り、2010年の第35回全日本クラブ野球選手権大会でチーム初優勝に貢献し、MVPを獲得した。
2019年5月31日、就労資格のないベトナム国籍の男女7人を食品工場に派遣し、不法就労させたとして、警視庁に収容されたが、元従業員による単独の犯行が明らかとなり不起訴となった。2020年に東福生駅前にブラジル料理店「BRAZA GRILL」をオープンさせ、2021年現在は同店の店長を務めている。

## 詳細情報

### NPB記録
- 一軍公式戦出場なし

### 年度別投手成績
| 年 度     | 球 団     | 登 板 | 先 発 | 完 投 | 完 封 | 無 四 球 | 勝 利 | 敗 戦 | セ 丨 ブ | ホ 丨 ル ド | 勝 率 | 打 者 | 投 球 回 | 被 安 打 | 被 本 塁 打 | 与 四 球 | 敬 遠 | 与 死 球 | 奪 三 振 | 暴 投 | ボ 丨 ク | 失 点 | 自 責 点 | 防 御 率 | W H I P |
| --------- | --------- | ----- | ----- | ----- | ----- | -------- | ----- | ----- | -------- | ----------- | ----- | ----- | -------- | -------- | ----------- | -------- | ----- | -------- | -------- | ----- | -------- | ----- | -------- | -------- | ------- |
| 2008      | 興農      | 9     | 0     | 0     | 0     | 0        | 1     | 1     | 0        | 1           | .500  | 53    | 10.1     | 12       | 0           | 8        | 0     | 2        | 8        | 1     | 0        | 12    | 10       | 8.71     | 1.94    |
| 通算：1年 | 通算：1年 | 9     | 0     | 0     | 0     | 0        | 1     | 1     | 0        | 1           | .500  | 53    | 10.1     | 12       | 0           | 8        | 0     | 2        | 8        | 1     | 0        | 12    | 10       | 8.71     | 1.94    |

### 背番号
- 63 （2003年 - 2005年）
- 20 （2008年）

## 関連情報

### 出演
- バース・デイ (TBS)
- ZONE (TBS)
- プロ野球戦力外通告・クビを宣告された男達 (TBS)

## 関連人物
- 東京ヤクルトスワローズの選手一覧